# Carlos Enrique Herrera Gutiérrez
Carlos Enrique Herrera Gutiérrez (Managua, 21 dicembre 1948) è un vescovo cattolico nicaraguense, dal 10 maggio 2005 vescovo di Jinotega.

## Biografia
Carlos Enrique Herrera Gutiérrez è nato a Managua il 21 dicembre 1948 da Justino Herrera e Margarita Gutiérrez. È stato battezzato il 20 maggio 1949.

### Formazione e ministero sacerdotale
Ha frequentato la scuola elementare a La Trinidad dal 1958 al 1964 e il liceo a Matagalpa dal 1964 al 1970.
Dal 1970 al 1972 ha studiato presso l'Istituto di amministrazione agricola di Estelí e nel 1973 è entrato nell'Ordine dei frati minori. Ha compiuto l'anno di postulato in Costa Rica. Ha svolto il noviziato in Guatemala nel 1974 e nel gennaio dell'anno successivo ha pronunciato i primi voti. Ha studiato filosofia presso l'Istituto filosofico salesiano, annesso all'Università Francisco Marroquín a Città del Guatemala, dal 1975 al 1977 e teologia presso il Centro teologico salesiano del Guatemala dal 1978 al 1980. Il 6 gennaio 1980 ha emesso la professione solenne presso la chiesa di San Rafael del Norte alla presenza del Servo di Dio fra' Odorico D'Andrea. Ha quindi svolto l'ultimo anno di formazione presso il seminario maggiore "Nostra Signora di Fátima" a Managua nel 1981. Successivamente, presso l'Istituto di teologia pastorale dell'America latina (ITEPAL) del Consiglio episcopale latinoamericano a Bogotà, ha seguito un corso di specializzazione in pastorale familiare in Colombia nel 1994 e ha conseguito un diploma in teologia pastorale nel 2004.
Il 10 gennaio 1982 è stato ordinato presbitero nella chiesa di San Giuseppe a Matagalpa da monsignor Julián Luis Barni Spotti, vescovo di León en Nicaragua. In seguito è stato parroco della parrocchia di Nostra Signora di Fátima nell'arcidiocesi di Managua; membro del consiglio presbiterale di quella arcidiocesi dal 1982 al 1988; direttore della Scuola "San Francesco d'Assisi" a Juigalpa dal 1989 al 1991; rettore della chiesa di San Francisco de León dal 1991 al 1993; parroco della parrocchia di San Pietro a Ciudad Darío dal 1994 al 2003; confessore delle monache clarisse della stessa città; direttore dell'Istituto "San Francesco d'Assisi" della città di Matagalpa nel 2003; parroco della parrocchia di San Giuseppe nella stessa città e parroco di San Rafael del Norte.
È stato anche definitore della provincia francescana di Nostra Signora di Guadalupe dell'America centrale e Panama.

### Ministero episcopale
Il 10 maggio 2005 papa Benedetto XVI lo ha nominato vescovo di Jinotega. Ha ricevuto l'ordinazione episcopale il 24 giugno successivo dall'arcivescovo metropolita di Managua Leopoldo José Brenes Solórzano, co-consacranti l'arcivescovo Jean-Paul Aimé Gobel, nunzio apostolico in Nicaragua, e il vescovo emerito di Jinotega Pedro Lisímaco de Jesús Vílchez Vílchez.
Nel settembre del 2008 e nel settembre del 2017 ha compiuto la visita ad limina.
Ha partecipato alla XV assemblea generale ordinaria del Sinodo dei vescovi che ha avuto luogo nella Città del Vaticano dal 3 al 28 ottobre 2018 sul tema "I giovani, la fede e il discernimento vocazionale".
Dal novembre del 2021 è presidente della Conferenza episcopale del Nicaragua.

## Genealogia episcopale
La genealogia episcopale è:
- Cardinale Scipione Rebiba
- Cardinale Giulio Antonio Santori
- Cardinale Girolamo Bernerio, O.P.
- Arcivescovo Galeazzo Sanvitale
- Cardinale Ludovico Ludovisi
- Cardinale Luigi Caetani
- Cardinale Ulderico Carpegna
- Cardinale Paluzzo Paluzzi Altieri degli Albertoni
- Papa Benedetto XIII
- Papa Benedetto XIV
- Papa Clemente XIII
- Cardinale Marcantonio Colonna
- Cardinale Giacinto Sigismondo Gerdil, B.
- Cardinale Giulio Maria della Somaglia
- Cardinale Carlo Odescalchi, S.I.
- Vescovo Eugène-Charles-Joseph de Mazenod, O.M.I.
- Cardinale Joseph Hippolyte Guibert, O.M.I.
- Cardinale François-Marie-Benjamin Richard de la Vergne
- Cardinale Pietro Gasparri
- Cardinale Benedetto Aloisi Masella
- Arcivescovo Antonio Taffi
- Vescovo Marco Antonio García y Suárez
- Cardinale Miguel Obando Bravo, S.D.B.
- Cardinale Leopoldo José Brenes Solórzano
- Vescovo Carlos Enrique Herrera Gutiérrez, O.F.M.